# گورستان خشکه دشت
گورستان خشکه دشت مربوط به هزاره اول قبل از میلاد است و در شهرستان طوالش، تالش به آق اولر واقع شده و این اثر در تاریخ ۱۱ مهر ۱۳۸۳ با شمارهٔ ثبت ۱۱۱۴۹ به‌عنوان یکی از آثار ملی ایران به ثبت رسیده است.